# Ruth Barcan Marcus
Ruth Barcan Marcus (2 de agosto de 1921-19 de febrero de 2012) fue una filósofa, lógica y académica estadounidense, conocida por su trabajo en lógica modal y filosófica. Desarrolló los primeros sistemas formales de lógica modal cuantificada y, al hacerlo, introdujo el esquema o principio conocido como fórmula de Barcan. (También introdujo el estándar operador de "caja" por necesidad en el proceso). Marcus, quien publicó originalmente como Ruth C. Barcan, fue, como señala Don Garrett "una de las filósofas-lógicas más importantes e influyentes del siglo XX". Timothy Williamson, en una ceremonia de 2008 para celebrar la extensa carrera de Marcus, afirma que muchas de sus "ideas principales no solo son originales, e inteligentes, y bellas, y fascinantes, e influyentes, y muy adelantadas a su tiempo, sino que realmente -creo- son verdaderas".

## Carrera académica y servicio
Ruth Barcan (como se la conocía antes de casarse con el físico Jules Alexander Marcus en 1942) se graduó magna cum laude de la Universidad de Nueva York en 1941, con especialización en matemáticas y filosofía. Luego fue a la escuela de posgrado en Yale, obteniendo su maestría en 1942 y su doctorado en 1946.
Marcus fue profesora invitada en la Universidad Northwestern desde 1950 hasta 1953 y, nuevamente, en 1959. Se desempeñó como asistente y luego como profesora asociada en la recién fundada Universidad Roosevelt, Chicago, entre 1956 y 1963. De 1964 a 1970, fue profesora de filosofía en la Universidad de Illinois Chicago (originalmente se desempeñó como jefa de departamento). Fue profesora de filosofía en la Universidad Northwestern desde 1970 hasta 1973, cuando fue nombrada profesora de Filosofía Reuben Post Halleck en la Universidad de Yale hasta su jubilación, como profesora emérita, en 1992. Continuó enseñando, durante los semestres de invierno, en la Universidad de California, Irvine hasta 1997.
Entre otros cargos profesionales que ocupó durante su carrera, Marcus se desempeñó como presidenta de la junta directiva de la Asociación Filosófica Estadounidense (1976-1983) y como presidenta de la Asociación de Lógica Simbólica (1983-1986) y luego del Instituto Internacional de Filosofía (1989-1992).

## Filosofía

### Lógica modal cuantificada
La fórmula de Barcan, ampliamente discutida, se introduce como un axioma en QML. En su primer trabajo publicado, la publicación del primer estudio axiomático de lógica modal con cuantificadores, Marcus publicó bajo su nombre de soltera Ruth C. Barcan. Se presentan tres artículos: A Functional Calculus of First Order Based on Strict Implication [Un cálculo funcional de primer orden basado en una implicación estricta], Journal of Symbolic Logic (JSL, 1946), The Deduction Theorem in a Functional Calculus of First Order Based on Strict Implication [El teorema de la deducción en un cálculo funcional de primer orden basado en una implicación estricta] (JSL, 1946), y The Identity of Individuals in a Strict Functional Calculus of Second Order [La identidad de los individuos en un cálculo funcional estricto de segundo orden] (JSL, 1947).
Los primeros sistemas de lógica modal cuantificada, que extendieron algunos sistemas modales proposicionales de Clarence Irving Lewis al primer y segundo orden; los trabajos de 1946 y 1947, fueron un logro importante en el desarrollo de la lógica del siglo XX.
Lewis le da a Marcus un reconocimiento especial en sus Notes on the Logic of Intension [Notas sobre la lógica de la intensión], impresas originalmente en Structure, Method, and Meaning: Essays in Honor of Henry M. Sheffer [Estructura, método y significado: Ensayos en honor de Henry M. Sheffer] (Nueva York, 1951). Aquí Lewis reconoce a Barcan Marcus como la primera lógica en extender la lógica proposicional como una lógica intensional de orden superior.

### Referencia directa
Marcus propuso el punto de vista en la filosofía del lenguaje según el cual los nombres propios son lo que Marcus denominó meras "etiquetas" (tags)("Modalities and Intensional Languages" ( Synthese, 1961) y en otros escritos). De acuerdo con su teoría de etiquetas de nombres (una teoría de referencia directa), estas "etiquetas" se utilizan para referirse a un objeto, que es el portador del nombre. El significado del nombre se considera agotado por esta función referencial. Este punto de vista contrasta, por ejemplo, con la teoría de descripción de nombres propios de Bertrand Russell, así como con la teoría de descripción de grupos de nombres de John Searle, que prevalecía en ese momento. Esta visión de los nombres propios (presentada en 1962 con Willard Van Orman Quine como comentarista) ha sido identificada por Quentin Smith con la teoría de la referencia dada en Naming and Necessity de Saul Kripke. Sin embargo, en una reciente laudatio a Ruth Barcan Marcus, el profesor Timothy Williamson afirma:

Una de las ideas que más resuenan en la filosofía del lenguaje actual es la de los nombres propios como meras etiquetas, sin contenido descriptivo. No se trata de la idea de Kripke de los nombres como designadores rígidos, que designan el mismo objeto con respecto a todos los mundos relevantes, ya que las descripciones definidas 'rigidizadas' son designadores rígidos, pero siguen teniendo contenido descriptivo. Se trata más bien de la idea, desarrollada posteriormente por David Kaplan y otros, de que los nombres propios son directamente referenciales, en el sentido de que solo contribuyen con su portador a las proposiciones expresadas por las oraciones en las que aparecen.

El filósofo del lenguaje Stephen Neale también ha argumentado en contra de la afirmación del profesor Smith en el Times Literary Supplement.

### Necesidad de identidad
Marcus demostró formalmente la necesidad de la identidad en 1946 e informalmente la defendió en 1961, rechazando así la posibilidad de una identidad contingente.

### Semántica de QML
Marcus prefiere una interpretación en la que el dominio de la interpretación comprenda entidades individuales en el mundo real. También sugiere que para algunos usos se justifica una semántica sustitutiva alternativa. Aporta argumentos contra la posibilidad.

### Conflicto moral
Marcus define un conjunto coherente de principios morales como uno en el que hay un "mundo posible" en el que todos son obedientes. El hecho de que puedan entrar en conflicto en el mundo real no es una marca de inconsistencia. Como en el caso de la necesidad de identidad, hubo una resistencia a esta interpretación del conflicto moral. Su argumento va en contra de la opinión generalizada de que los sistemas de normas morales son inevitablemente incoherentes.

### Creencias
Se propone que creer es una relación de un agente con un posible estado de cosas bajo circunstancias internas y externas específicas. Estar de acuerdo con una frase citada (la cuenta de disociación de la creencia) es solo un marcador de comportamiento de la creencia. El comportamiento de las apuestas es otro. Se rechaza el relato de la creencia totalmente centrado en el lenguaje (por ejemplo, Davidson). En los casos en los que tradicionalmente se describiría a un agente como creyente de una imposibilidad hasta que se revelara su imposibilidad, Marcus sugiere que en esas circunstancias se diga que el agente solamente afirmó creer una imposibilidad. De la misma manera, cuando un matemático descubre que una de sus conjeturas es falsa, y como si es matemáticamente falsa es imposible, diría que solo afirmó que la conjetura era verdadera. Por extraña que sea esta propuesta, es análoga al principio ampliamente aceptado sobre el conocimiento: si afirmamos conocer P, y P resulta ser falso, no decimos que lo sabíamos, sino que nos equivocamos al afirmarlo.

### Esencialismo
El esencialismo aristotélico se refiere a las propiedades que Marcus define en el contexto de un marco modal. Una propuesta es que una propiedad es esencial si algo la tiene, no todo la tiene, si algo la tiene entonces la tiene necesariamente, y no es totalmente individuante, por ejemplo, una propiedad de tipo natural. Quine y otros afirman que la lógica modal o la semántica están comprometidas con las verdades esencialistas. Marcus argumenta informalmente que hay interpretaciones de algunos sistemas modales en los que todas las afirmaciones esencialistas son falsas. Más tarde, Terence Parsons demostró formalmente este resultado.

### Cuantificación sustitucional
Se propone una alternativa a la semántica tarskiana (teórica del modelo) se propone para algunos usos en los que "las condiciones de verdad para las fórmulas cuantificadas se dan puramente en términos de verdad sin apelar a los dominios de interpretación". Esto ha venido a llamarse "semántica del valor de verdad⁣". Marcus demuestra que la afirmación de que tal semántica conduce a contradicciones es falsa. Esta semántica puede ser interesante para las matemáticas, por ejemplo, el campo de Hartry, o para el discurso de ficción. La cuantificación objetiva es necesaria para interpretar la identidad y otras categorías metafísicas.

## Obras

### Libros (escritos o editados)
- The Logical Enterprise [La empresa lógica], ed. con A. Anderson, R. Martin, Yale, 1995.
- Logic, Methodology and Philosophy of Science [Lógica, Metodología y Filosofía de la Ciencia], VII, eds. R. Barcan Marcus et al., Holanda Septentrional, 1986.
- Modalities: Philosophical Essays [Modalidades: Ensayos filosóficos], Oxford University Press, 1993. Libro de bolsillo; 1995 (contiene muchos de los documentos importantes de Marcus).

### Publicaciones académicas
- Publicado como Ruth C. Barcan - lista de PhilPapers.
- Publicado como Ruth Barcan Marcus - lista de PhilPapers.

## Premios y reconocimientos
- Phi Beta Kappa (1941).
- Becario Guggenheim (1953).
- Miembro de la Fundación Nacional de Ciencias (1963-1964).
- Centro de Estudios Avanzados Beckman Fellow, Universidad de Illinois en Urbana-Champaign (1968-1969).
- Residencia de la Fundación Rockefeller ( Bellagio, 1973 y 1990).
- Miembro de la Academia Estadounidense de las Artes y las Ciencias (1977).
- Miembro del Centro de Estudios Avanzados en Ciencias del Comportamiento, Stanford (1979).
- Becario de la Universidad de Edimburgo, Instituto de Humanidades (1983).
- Wolfson College de la Universidad de Oxford, miembro visitante (1985 y 1986).
- Medalla del Collège de France (1986).
- Miembro Permanente de la Sala Común, Clare Hall de la Universidad de Cambridge (1986–).
- Clare Hall, Universidad de Cambridge, investigadora visitante (1988).
- Miembro, Institut International de Philosophie, Presidente 1989–92, Presidente Honorario 1992–.
- Centro Nacional de Humanidades, Mellon Fellow (1992-1993).
- Doctor en Humanidades, honoris causa, Universidad de Illinois Chicago (1995).[19]
- Medalla Wilbur Cross, Universidad de Yale (2000).
- Premio Lauener de Filosofía Analítica, Fundación Lauener, 2007–08.
- Premio Quinn, American Philosophical Association 2007, por servicio a la profesión.
- Conferencia Dewey, APA, diciembre de 2009.